# Луичана (Прато)
Луичана је насеље у Италији у округу Прато, региону Тоскана.
Према процени из 2011. у насељу је живело 103 становника. Насеље се налази на надморској висини од 406 м.